# Мергинцы (Лидский район)
Мергинцы (бел. Мярге́нцы, Мяргі́нцы; пол. Miergińce) — деревня в Лидском районе Гродненской области Беларуси. Входит в состав Дворищанского сельсовета.

## География
Расположена в 16 км на север от Лиды. Пролегает дорога Н-6830.
Рельеф равнинный. На севере и востоке местность мелиорирована. На юге деревня граничит с лесом.
Транспортные связи по местной дороге через агрогородок Дворище и далее по шоссе Лида — Геранёны.
Ближайшие населённые пункты Дворище, Гимбуты, Юровичи и др.

## Этимология
Среди балтско-литовских двухосновных имен известно имя Mer-gin’as («Мергин»). От этого имени также бывший хутор Мергинщина на востоке от Ушачей (около Дорошковичей Ушачского района). Основа Mer- и в двухосновном имени Mervinas, от которого Мервины Клецкого района около Клецка.
Так же, с помощью конечного элемента -цы, образованы топонимы Дерванцы Щучинского района, Милюнцы Вороновского района, Билюнцы Вороновского района («Белюнцы»), от имен Dervanas, Miliūnas, Biliūnas (> Дерван- Милюн-, Билюн- + -цы).

## История
С 1861 года деревня в Жирмунской волости Лидского уезда Виленской губернии Российской империи, собственность Вольского, 42 ревизские души. В 1909 году 156 десятин земли, 36 лошадей, 82 головы крупного рогатого скота.
В 1915 году оккупирована Германией, с 1921 года в составе Польши, с 1939 года — в БССР. С конца июня 1941 года до начала июля 1944 года под немецко-фашистской оккупацией.
До 11 января 1966 года деревня входила в состав Трокельского сельсовета Вороновского района.

## Население

### Численность
- 2009 год — 39 жителей

### Динамика
- 1898 год — 180 жителей, 22 дворов
- 1909 год — 196 жителей, 29 семей
- 1921 год — 193 жителей, 34 дворов
- 1960 год — 200 жителей
- 1991 год — 91 жителей, 43 хозяйств
- 1999 год — 82 жителей (перепись населения)
- 2004 год — 55 жителей, 25 хозяйств
- 2009 год — 39 жителей (перепись населения)[3]
- 2012 год — 38 жителей, 20 хозяйств
- 2015 год — 43 жителей, 20 хозяйств